# Bundesautobahn 270
Pour les articles homonymes, voir A270.
La Bundesautobahn 270 (BAB 270, A270 ou Autobahn 270) est une autoroute urbaine allemande permettant de desservir le nord de Brême. Elle est reliée à l’A27 (Cuxhaven-Walsrode) à son extrémité est, non pas par un échangeur autoroutier, mais par une simple sortie de cette dernière. L’A270 mesure 12 kilomètres et comporte 7 sorties numérotées de 1 à 7 d’ouest en est.